# Rajd Świdnicki 2015
43. Rajd Świdnicki KRAUSE – 43. edycja Rajdu Świdnickiego. Był to rajd samochodowy, który był rozgrywany od 23 do 26 kwietnia 2015 roku. Bazą rajdu była Świdnica. Była to pierwsza runda Rajdowych Samochodowych Mistrzostw Polski w roku 2015. Organizatorem rajdu był Automobilklub Sudecki.

## Zwycięzcy odcinków specjalnych
| Dzień       | Numer odcinka | Nazwa odcinka          | Długość  | Zwycięzca odcinka            | Nr Sam. | Samochód       | Czas     | Lider rajdu                  |
| ----------- | ------------- | ---------------------- | -------- | ---------------------------- | ------- | -------------- | -------- | ---------------------------- |
| 25 kwietnia | OS1           | Rościszów – Walim 1    | 8,4 km   | Łukasz Habaj Piotr Woś       | 2       | Ford Fiesta R5 | 4:37,6   | Łukasz Habaj Piotr Woś       |
| 25 kwietnia | OS2           | Miłków – Kamionki 1    | 12,9 km  | Grzegorz Grzyb Robert Hundla | 1       | Ford Fiesta R5 | 6:39,6   | Grzegorz Grzyb Robert Hundla |
| 25 kwietnia | OS3           | Rościszów – Walim 2    | 8,4 km   | Filip Nivette Kamil Heller   | 7       | Ford Fiesta R5 | 4:41,2   | Grzegorz Grzyb Robert Hundla |
| 25 kwietnia | OS4           | Miłków – Kamionki 2    | 12,9 km  | Grzegorz Grzyb Robert Hundla | 1       | Ford Fiesta R5 | 6:40,8   | Grzegorz Grzyb Robert Hundla |
| 26 kwietnia | OS5           | Kamionki – Jawornik 1  | 22,20 km | Filip Nivette Kamil Heller   | 7       | Ford Fiesta R5 | 11:47.10 | Filip Nivette Kamil Heller   |
| 26 kwietnia | OS6           | Dziećmorowice-Walim 1  | 20,4 km  | Filip Nivette Kamil Heller   | 7       | Ford Fiesta R5 | 11:39.20 | Filip Nivette Kamil Heller   |
| 26 kwietnia | OS7           | Kamionki – Jawornik 2  | 22,2 km  | Filip Nivette Kamil Heller   | 7       | Ford Fiesta R5 | 12:10,6  | Filip Nivette Kamil Heller   |
| 26 kwietnia | OS8           | Dziećmorowice-Walim 2  | 20,4 km  | Łukasz Habaj Piotr Woś       | 2       | Ford Fiesta R5 | 12:40,0  | Grzegorz Grzyb Robert Hundla |
| 26 kwietnia | OS9           | Świdnica (Power Stage) | 3 km     | Grzegorz Grzyb Robert Hundla | 1       | Ford Fiesta R5 | 2:26,6   | Grzegorz Grzyb Robert Hundla |

### Power Stage - OS9[4]
| Miejsce | Kierowca          | Pilot           | Czas   | Strata | Punkty |
| ------- | ----------------- | --------------- | ------ | ------ | ------ |
| 1       | Grzegorz Grzyb    | Robert Hundla   | 2:26,6 | -      | 3      |
| 2       | Łukasz Habaj      | Piotr Woś       | 2:28,6 | +2,0   | 2      |
| 3       | Maciej Oleksowicz | Michał Kuśnierz | 2:30,0 | +3,4   | 1      |

## Wyniki końcowe rajdu[5]
| Miejsce                | Kierowca            | Pilot             | Samochód                 | Czas      | Strata  | Grupa Klasa | Punkty |
| ---------------------- | ------------------- | ----------------- | ------------------------ | --------- | ------- | ----------- | ------ |
| Klasyfikacja generalna |                     |                   |                          |           |         |             |        |
| 1                      | Grzegorz Grzyb      | Robert Hundla     | Ford Fiesta R5           | 1:14:02,6 | -       | 2           | 25 + 3 |
| 2                      | Tomasz Kuchar       | Daniel Dymurski   | Ford Fiesta R5           | 1:14:41,6 | +39,0   | 2           | 18     |
| 3                      | Maciej Oleksowicz   | Michał Kuśnierz   | Ford Fiesta R5           | 1:15:34,3 | +1:31,7 | 2           | 15 + 1 |
| 4                      | Marcin Gagacki      | Marcin Bilski     | Mitsubishi Lancer EVO IX | 1:19:25,8 | +5:23,2 | Open N      | 12     |
| 5                      | Jan Chmielewski     | Jacek Nowaczewski | Citroën DS3              | 1:19:33,3 | +5:30,7 | 3           | 10     |
| 6                      | Dariusz Poloński    | Grzegorz Dobosz   | Peugeot 208 VTI          | 1:19:43,2 | +5:40,6 | 4           | 8      |
| 7                      | Łukasz Byśkiniewicz | Maciej Wisławski  | Renault Clio             | 1:20:49,9 | +6:47,3 | 3           | 6      |
| 8                      | Jacek Jurecki       | Michał Trela      | Citroën C2               | 1:21:01,3 | +6:58,7 | 4           | 4      |
| 9                      | Łukasz Habaj        | Piotr Woś         | Ford Fiesta R5           | 1:22:57,3 | +8:54,7 | 2           | 2 + 2  |
| 10                     | Łukasz Pieniążek    | Jakub Gerber      | Peugeot 208              | 1:23:46,3 | +9:43,7 | 4           | 1      |